# ۱۸۰۰
۱۸۰۰ (میلادی) هزار و هشتصدمین سال تقویم میلادی است.

## رویدادها
- ۱۶ نوامبر – فرستادهٔ کمپانی هند شرقی بریتانیا به نام سر جان ملکم به حضور فتحعلی‌شاه قاجار در تهران پذیرفته شد.

## زادگان
- ۷ ژانویه – میلارد فیلمور، سیاست‌مدار آمریکایی (د. ۱۸۷۴)
- ۱۵ آوریل – جیمز کلارک راس، کاشف بریتانیایی (د. ۱۸۶۲)
- ۱۵ ژوئیه – سیدنی بریز، قاضی، وکیل، و سیاست‌مدار آمریکایی (د. ۱۸۷۸)
- ۱۲ اوت – ژان-ژاک آمپر، زبان‌شناس، نویسنده، و تاریخ‌نگار فرانسوی (د. ۱۸۶۴)
- ۳ دسامبر – فرانس پرشرن، شاعری اهل اسلوونی که به زبان‌های اسلونیایی و آلمانی شعر می‌سرود (د. ۱۸۴۹)

## درگذشتگان
- ۲۱ مارس – ویلیام بلونت، سیاست‌مدار آمریکایی (ز. ۱۷۴۹)
- ۱۸ مه – الکساندر سوورف، نظامی روسی (ز. ۱۷۲۹)
- ۳۰ ژوئن – لرد سیدنی، سیاست‌مدار بریتانیایی (ز. ۱۷۳۲)